# Hamad Ndikumana
Pour les articles homonymes, voir Ndikumana.
Hamad Ndikumana, né le 5 octobre 1978 à Kigali au Rwanda et mort le 15 novembre 2017 dans la même ville, est un footballeur international rwandais actif de 1998 à 2011 au poste de défenseur.

## Biographie

### Carrière de joueur
Hamad Ndikumana arrive en Europe au Sporting Anderlecht (Belgique). Le jeune joueur est alors prêté à Turnhout une saison, puis ne parvient pas à s'imposer dans le noyau bruxellois à son retour. Il signe à La Gantoise, qui le prête à Malines. Mais la faillite annoncée du club malinois met un terme au prêt à la fin décembre 2002. À son retour chez les Buffalos, s'impose peu à peu et inscrira deux buts pour le compte des Gantois. 
Il retourne ensuite au pays, dans son club formateur de Rayon Sports, puis s'envole pour Chypre.
Il met un terme à sa carrière en 2011.

### Équipe nationale
Hamad Ndikumana est convoqué pour la première fois en 1998, et représente son pays lors de la Coupe d'Afrique des nations 2004. Il compte 51 sélections pour son pays, la dernière en 2009 contre l'Algérie.

### Décès
Reconverti en T2 du club de Espoir Football Club, Hamad Ndikumana se plaint de douleurs à la poitrine dans la soirée du 14 novembre 2017 alors qu'il est rentré chez lui après avoir donné un entraînement. L'une de ses connaissances trouve l'ancien international inconscient à son domicile, et appelle les secours. Mais le médecin arrivé sur place ne peut plus rien pour Ndikumana, qui est enterré le lendemain au cimetière Nyamirambo.

## Palmarès
- Avec le Rayon Sports : 
  - Champion du Rwanda en 1998
  - Vainqueur de la Coupe du Rwanda en 2005
  - Vainqueur de la Coupe Kagame inter-club en 1998

- Avec l'Anorthosis Famagouste : 
  - Champion de Chypre en 2008
  - Vainqueur de la Coupe de Chypre en 2007
  - Vainqueur de la Supercoupe de Chypre en 2007

## Statistiques

### Buts en sélection
Le tableau suivant liste tous les buts inscrits par Hamad Ndikumana avec l'équipe du Rwanda.